# Teoría de las semejanzas

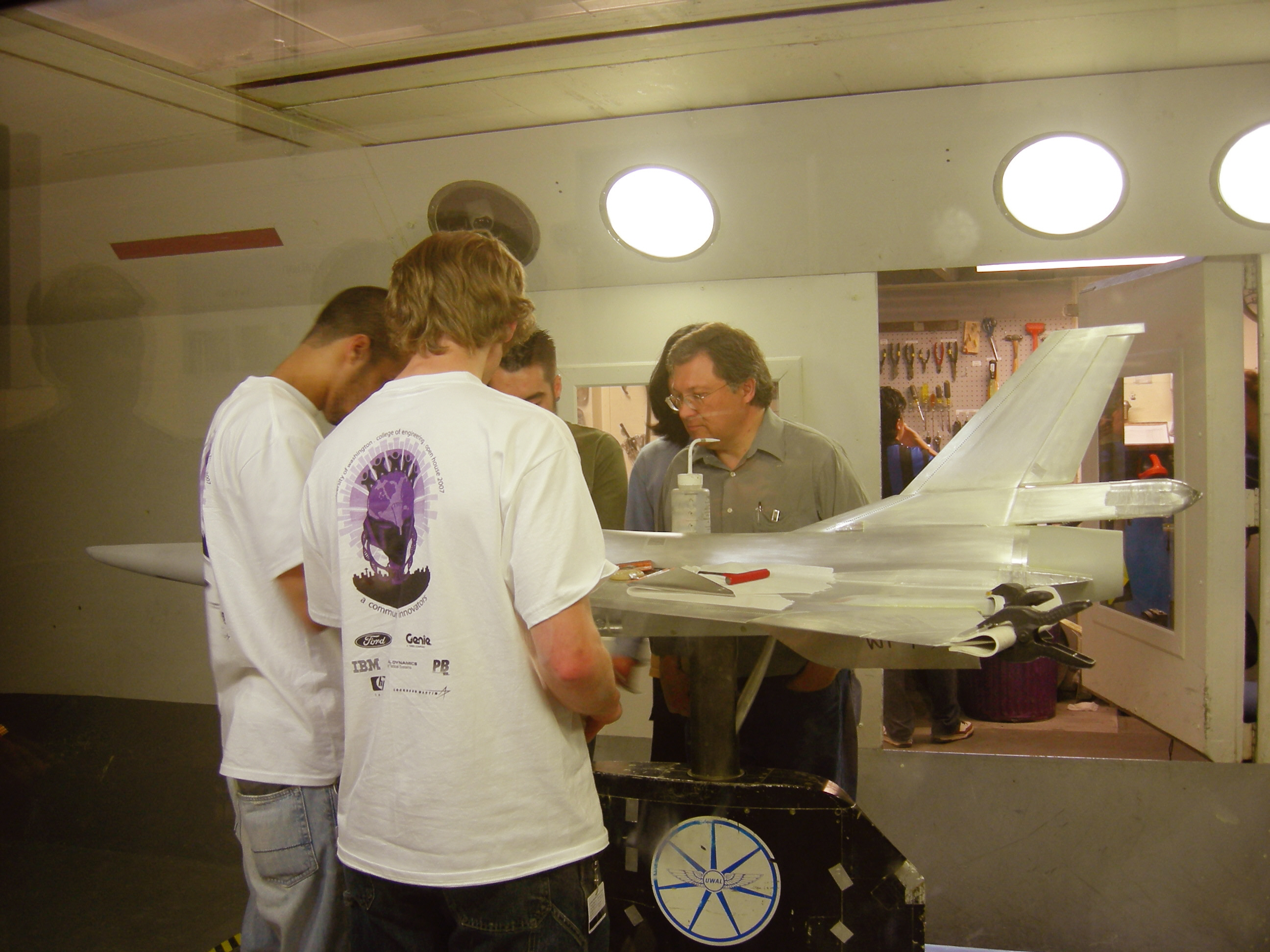
Preparando un modelo para su prueba en el túnel aerodinámico.

La teoría de las semejanzas es aquella que se emplea para el trabajo con modelos a escala en túneles aerodinámicos con el objetivo de que el comportamiento de los mismos sea lo más cercano posible a como se comportaría en una situación real el objeto en cuestión. Manifiesta que los criterios fundamentales para establecer la semejanza de un modelo a escala con el objeto real son los del número de Reynolds y el número de Mach. Los objetos de estudio pueden ser vehículos espaciales, aviones, puentes y edificaciones.

## Semejanzas entre el modelo y el objeto real
Para analizar mediante un modelo a escala los fenómenos que podrían ocurrir en el objeto real es necesario que entre ambos (modelo y objeto real) exista semejanza geométrica, cinemática y dinámica.

### Semejanza geométrica
Según esta teoría, los casos más simples de las semejanzas de fenómenos, es la semejanza geométrica. Dos fenómenos (cosas) son geométricamente semejantes si todas las correspondientes dimensiones lineales que las caracterizan son proporcionales. Los criterios de semejanza geométrica son relaciones entre cualesquier correspondientes dimensiones lineales. En los fenómenos geométricamente semejantes, todos los criterios homónimos de semejanza geométrica son iguales.

### Semejanza cinemática
Dos fenómenos son cinemáticamente semejantes si con la semejanza geométrica, tiene lugar al mismo tiempo, proporcionalidad y orientación igual de los vectores de velocidad en todos los puntos adecuados. Los criterios principales de semejanza cinemática son ángulos que determinan la posición de un cuerpo respecto al vector velocidad de la corriente libre.

### Semejanza dinámica
Dos fenómenos son dinámicamente semejantes si con la semejanza cinemática tiene lugar la proporcionalidad y orientación igual de los vectores fuerzas en todos los puntos adecuados de dichos fenómenos. Hablando en rigor, la semejanza dinámica se consigue solo si tiene lugar la semejanza completa de fenómenos cuando todas las magnitudes físicas similares son iguales en todos los puntos correspondientes. Para obtener en la práctica la similitud de fenómenos aerodinámicos basta lograr la proporcionalidad de las fuerzas de rozamiento y presión lo que simplifica mucho este problema.

## Criterios de semejanza

### Por número de Reynolds
Supongamos que hemos logrado la similitud de dos fenómenos aerodinámicos. Por ejemplo, fenómenos de derrame alrededor del ala del avión en vuelo y el de su modelo. Que sean determinadas por vía experimental las fuerzas aerodinámicas que actúan en el modelo. Para aplicar estos resultados a un planeador real es necesario establecer la ecuación que podría relacionar las fuerzas aerodinámicas en dos fenómenos semejantes. Con el fin de deducir tal ecuación vamos a despejar cerca del ala real una partícula de aire elemental con masa {\displaystyle dm_{1}} (Todas las magnitudes referentes al planeador las designaremos con el subíndice 1 y al modelo con 2). Que sobre la partícula despejada desde el lado del aire ambiente actúe la fuerza {\displaystyle dR_{1}}. Entonces dicha partícula en su movimiento adquirirá la aceleración {\displaystyle A_{1}={\frac {dV_{1}}{dt}}} y según la Segunda ley de Newton:
{\displaystyle dR_{1}=dm{\frac {dV_{1}}{dt}}}

El volumen de la misma partícula lo expresaremos en la forma {\displaystyle dV_{1}=E_{1}dl_{1}^{3}} siendo {\displaystyle dl_{1}} la disminución lineal característica y {\displaystyle E_{1}} el factor de forma. Por consiguiente, la masa de la partícula {\displaystyle dm_{1}=\rho dV_{1}=\rho E_{1}dl_{1}^{3}} y la expresión de la fuerza elemental se pone en la forma:
{\displaystyle dR_{1}=\rho _{1}E_{1}dl_{1}^{3}{\frac {dV_{1}}{dt}}=\rho _{1}E_{1}dl_{1}^{2}{\frac {dl_{1}}{dt}}dV_{1}=\rho _{1}E_{1}dl_{1}^{2}V_{1}dV_{1}}

La expresión análoga puede escribirse también para la partícula correspondiente al modelo de un fenómeno:
{\displaystyle dR_{2}=\rho _{2}E_{2}dl_{2}^{2}V_{2}dV_{2}}

La relación de las fuerzas elementales que obran en un fenómeno y en su modelo será:
{\displaystyle {\frac {dR_{1}}{dR_{2}}}={\frac {\rho _{1}E_{1}dl_{1}^{2}V_{1}dV_{1}}{\rho _{2}E_{2}dl_{2}^{2}V_{2}dV_{2}}}}

En unidad de la semejanza geométrica {\displaystyle E_{1}=E_{2}} y {\displaystyle {\frac {dl_{1}^{2}}{dl_{2}^{2}}}={\frac {S_{1}}{S_{2}}}} siendo {\displaystyle S_{1}} y {\displaystyle S_{2}} las superficies características correspondientes; debido a la semejanza cinemática;{\displaystyle {\frac {dV_{1}}{dV_{2}}}={\frac {V_{1}}{V_{2}}}} y al fin, de acuerdo con la semejanza dinámica las fuerzas elementales son proporcionales a otras fuerzas similares:
{\displaystyle {\frac {dR_{1}}{dR_{2}}}={\frac {R_{1}}{R_{2}}}={\frac {Q_{1}}{Q_{2}}}={\frac {Y_{1}}{Y_{2}}}}

Por consiguiente, la relación de cualesquier fuerzas similares que obran en dos fenómenos dinámicamente semejantes, por ejemplo fuerzas aerodinámicas totales, será:
{\displaystyle {\frac {R_{1}}{R_{2}}}={\frac {\rho _{1}V_{1}^{2}S_{1}}{\rho _{2}V_{2}^{2}S_{2}}}}
donde:
{\displaystyle {\frac {R_{1}}{\rho _{1}V_{1}S_{1}}}={\frac {R_{2}}{\rho _{2}V_{2}S_{2}}}}

Esta última expresión es la ecuación en la que las fuerzas aerodinámicas se hallan relacionadas en dos fenómenos dinámicamente semejantes. En esta ecuación pueden sustituirse los valores de densidades y velocidades en cualesquiera pero infaliblemente adecuados puntos de la corriente y cualesquiera pero obligatoriamente correspondientes superficies. Para uniformidad, en la determinación de las características aerodinámicas de cuerpos suelen emplearse los valores de densidad {\displaystyle \rho _{\infty }} y velocidad {\displaystyle V_{\infty }} de la corriente libre. Como superficie característica de un ala y de un avión en todo su conjunto se toma una superficie de ala en plano, puesto que {\displaystyle {\frac {\rho V}{2}}=q} la expresión puede ponerse en la forma:
{\displaystyle {\frac {R_{1}}{q_{1}\infty S_{1}}}={\frac {R_{2}}{q_{2}\infty S_{2}}}}

La relación adimensional de cualquier fuerza aerodinámica a la presión dinámica de la corriente libre y superficie característica, se llama coeficiente de esta fuerza:
{\displaystyle C_{R}={\frac {R}{q_{\infty }S}}} (Coeficiente de fuerza aerodinámica total)
{\displaystyle C_{x}={\frac {Q}{q_{\infty }S}}} (Coeficiente de resistencia al avance)
{\displaystyle C_{y}={\frac {Y}{q_{\infty }S}}} (Coeficiente de fuerza de sustentación)

Como se deduce de las ecuaciones anteriores, en los fenómenos dinámicamente semejantes los coeficientes aerodinámicos similares son iguales, lo que quiere decir que pueden determinarse, no en condiciones naturales, sino en modelos dinámicamente semejantes. Si se conoce el coeficiente {\displaystyle C_{R}} (por ejemplo) la fuerza misma se calcula por la fórmula:
{\displaystyle R=C_{R}q_{\infty }S}

La cual se llama fórmula general de la fuerza aerodinámica. De acuerdo con la ecuación anterior cualquier fuerza aerodinámica puede representarse como un producto del coeficiente adimensional de dicha fuerza por la presión dinámica de la corriente libre y superficie característica.
Paralelo a la fuerza aerodinámica se deben considerar los momentos de estas respecto a los diversos ejes. Para pasar, en la ecuación anterior, de las fuerzas a los momentos, vamos a multiplicar el primer miembro de dicha ecuación por la relación {\displaystyle {\frac {L_{1}}{b_{1}}}}, el segundo miembro por la relación {\displaystyle {\frac {L_{1}}{b_{1}}}} siendo {\displaystyle L_{1}{\text{,}}L_{2}} y {\displaystyle b_{1}{\text{,}}b_{2}} respectivamente, los brazos de fuerzas respecto a un eje elegido y las dimensiones lineales características en los fenómenos semejantes en un ala, debido a la similitud de los fenómenos {\displaystyle {\frac {L_{1}}{b_{1}}}={\frac {L_{2}}{b_{2}}}}; tendremos {\displaystyle {\frac {R_{1}L_{1}}{q_{1}\infty S_{1}b_{1}}}={\frac {R_{2}L_{2}}{q_{2}\infty S_{2}b_{2}}}}. Puesto que {\displaystyle Mz_{1}=R_{1}L_{1}} y {\displaystyle Mz_{2}=R_{2}L_{2}} son momentos de fuerzas respecto al eje dado, puede escribirse: 
{\displaystyle {\frac {Mz_{1}}{q_{1}\infty S_{1}B_{1}}}={\frac {Mz_{2}}{q_{2}\infty S_{2}B_{2}}}}

La relación adimensional del momento aerodinámico {\displaystyle M_{z}} a la presión dinámica de la corriente libre, superficie característica y dimensión lineal característica se llama coeficiente {\displaystyle m_{z}} del momento:
{\displaystyle m_{z}={\frac {M_{z}}{q_{\infty }Sb}}}

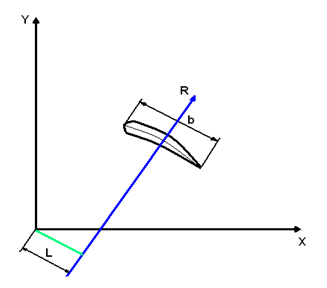
Parámetros que se emplean para la deducción de la fórmula del momento aerodinámico.

Se deduce que en los fenómenos dinámicamente semejantes los coeficientes de los momentos similares son iguales, se escribe en la forma:
{\displaystyle M_{z}=m_{z}q_{\infty }Sb}

En las cuestiones antes expuestas se ha demostrado que si los fenómenos son dinámicamente semejantes los coeficientes aerodinámicos similares son iguales. Para convencernos de la similitud de los fenómenos, durante la simulación haremos las siguientes observaciones:
Supongamos que en dos fenómenos dinámicamente semejantes actúan solo las fuerzas de rozamiento viscoso. Para las superficies elementales {\displaystyle dS_{1}} y {\displaystyle dS_{2}}, las mismas fuerzas pueden expresarse como:
{\displaystyle dF_{1}=\mu _{1}dS_{1}{\frac {dV_{1}}{dn_{1}}}} {\displaystyle dF_{1}=\mu _{1}dS_{1}{\frac {dV_{1}}{dn_{1}}}}
F=>fuerza de rozamiento
{\displaystyle \mu }=>Coeficiente dinámico de viscosidad
V=>Velocidad del flujo
S=>Área de la superficie
Puesto que en los fenómenos dinámicamente semejantes las fuerzas son proporcionales a los productos {\displaystyle \rho V^{2}S} por lo que podemos escribir:
{\displaystyle {\frac {\mu _{1}dS_{1}{\frac {dV_{1}}{dn_{1}}}}{\mu _{2}dS_{2}{\frac {dV_{2}}{dn_{2}}}}}={\frac {\rho _{1}V_{1}^{2}S_{1}}{\rho _{2}V_{2}^{2}S_{2}}}}

Volviendo a la deducción de la ecuación anterior no es difícil establecer que el segundo miembro de la proporción escrita es la relación de los productos {\displaystyle dm{\frac {dV}{dt}}} los cuales de acuerdo con el principio de D’ Alembert pueden llamarse “Fuerzas de Inercia“ que se oponen a la variación de velocidad de las partículas de aire elementales en dos fenómenos dinámicamente semejantes.

Pasando de la proporción derivada:
{\displaystyle {\frac {\rho V_{1}^{2}S_{1}}{\mu _{1}{\frac {dV_{1}}{dn_{1}}}dS}}={\frac {\rho V_{2}^{2}S_{2}}{\mu _{2}{\frac {dV_{2}}{dn_{2}}}dS}}}

Vemos que en dos fenómenos semejantes por fuerza de rozamiento viscoso las relaciones de las fuerzas de inercia a las de rozamiento han de ser iguales. Al hacer las reducciones teniendo en cuenta las relaciones debido a la existencia de la similitud geométrica y cinemática {\displaystyle {\bigg (}{\frac {S1}{dS_{1}}}={\frac {S_{2}}{dS_{2}}}{\text{;}}{\frac {V_{1}}{dV_{1}}}={\frac {V_{2}}{dV_{2}}}{\bigg )}} y sustituyendo los trazos elementales de las normales a las líneas de corriente {\displaystyle dn_{1}} y {\displaystyle dn_{2}} por las dimensiones lineales características proporcionales a los mismos {\displaystyle l_{1}} y {\displaystyle l_{2}} y obtenemos:
{\displaystyle {\frac {\rho _{1}V_{1}l_{1}}{\mu _{1}}}={\frac {\rho _{2}V_{2}l_{2}}{\mu _{2}}}}
La relación adimensional de la fuerza de inercia a las de rozamiento viscoso: 
{\displaystyle Re={\frac {\rho Vl}{\mu }}={\frac {Vl}{v}}}

Según la ecuación anterior, en los fenómenos semejantes por fuerzas de rozamiento los números de Reynolds son iguales. Repitiendo las operaciones en la sucesión inversa es posible convencerse de que la igualdad de los números de Reynolds ({\displaystyle Re_{1}=Re_{2}}) es no solo la condición necesaria sino suficiente para la similitud de fenómenos aerodinámicos por fuerza de rozamiento. En otras palabras, el número de Reynolds es el criterio de similitud de los fenómenos aerodinámicos por fuerza de rozamiento.
Cuanto menor sea el número de Reynolds, tanto mayores serán las fuerzas de rozamiento que obligan a la partícula a variar su velocidad, comparadas, con las fuerzas de inercia que impiden variar la velocidad.

Con los números de Reynolds pequeños, las fuerzas de rozamiento predominan sobre las de inercia y ejercen influencia apreciable en el cuadro del flujo. Con los números de Reynolds mayores (adecuado a las velocidades de vuelo), la viscosidad del aire se manifiesta en proximidad inmediata a la superficie del cuerpo. El coeficiente de resistencia de rozamiento del cuerpo {\displaystyle C_{x}r={\frac {Qr}{q_{\infty }S}}} disminuye al aumentar el número de Reynolds.

### Por número de Mach
Suponiendo que en dos fenómenos dinámicamente semejantes obran solo las fuerzas de presión. Puesto que la fuerza elemental de presión {\displaystyle dP=\rho dS}, entonces podemos decir:
{\displaystyle {\frac {p_{1}dS_{1}}{p_{2}dS_{2}}}={\frac {\rho _{1}V_{1}^{2}S_{1}}{\rho _{2}V_{2}^{2}S_{2}}}}

Dividiendo los parámetros referentes al fenómeno y a su modelo y teniendo en cuenta que en razón de la semejanza geométrica {\displaystyle {\frac {dS_{1}}{dS_{2}}}={\frac {S_{1}}{S_{2}}}}, obtenemos:
{\displaystyle {\frac {\rho _{1}V_{1}^{2}}{p_{1}}}={\frac {\rho _{2}V_{2}^{2}}{p_{2}}}}

La proporción {\displaystyle {\frac {\rho }{p}}} puede determinarse empleando la fórmula de la velocidad del sonido {\displaystyle a^{2}=KRT=K{\frac {p}{\rho }}{\text{;}}{\frac {p}{\rho }}={\frac {K}{a^{2}}}}. Entonces la igualdad obtenida que expresa la condición de similitud del fenómeno por fuerza de presión, toma la forma:
{\displaystyle {\frac {KV_{1}^{2}}{a_{1}^{2}}}={\frac {KV_{2}^{2}}{a_{2}^{2}}}} es decir {\displaystyle M_{1}=M_{2}}

De tal modo, en los fenómenos semejantes por fuerza de presión los números de Mach han de ser iguales. En otras palabras el número de Mach es el criterio de similitud de fenómenos aerodinámicos por fuerza de presión.

## Conclusiones
De lo dicho es evidente que la semejanza dinámica de los fenómenos aerodinámicos se consigue al observar la semejanza geométrica y la dinámica y tener igualdad de número de Reynolds y el número de Mach. En estas condiciones todos los coeficientes aerodinámicos similares son iguales. Si modificamos los criterios de similitud, variarán, naturalmente, los coeficientes aerodinámicos. En otras palabras, los coeficientes aerodinámicos son funciones de criterios adimensionales de similitud.

Las relaciones entre los coeficientes aerodinámicos y los criterios de semejanza geométrica, cinemática y dinámica se llaman características aerodinámicas de los cuerpos. 